# Jacques Aigrain
 (décembre 2021).
Si vous disposez d'ouvrages ou d'articles de référence ou si vous connaissez des sites web de qualité traitant du thème abordé ici, merci de compléter l'article en donnant les références utiles à sa vérifiabilité et en les liant à la section « Notes et références ».
Pour les articles homonymes, voir Aigrain.
Jacques Aigrain, né en 1954, double national suisse et français, est économiste, ex- CEO de la compagnie de réassurance Swiss Re. 

## Biographie
Il étudie l'économie à l'Université Panthéon-Sorbonne et l’économie et l'architecture à l’Université Paris-Dauphine en France. En 1981, il obtient un doctorat en économie de la Sorbonne. Il entre la même année chez JP Morgan où il est nommé chef du département santé et chimie de JP Morgan's London en 1991, puis président de JPMorgan and Cie SA (France) en 1996, coresponsable des fusions-acquisitions puis enfin administrateur délégué de JPMorgan à New York en 1998[source insuffisante].
En 2001, il devient responsable du Business Group Services Financiers et membre du comité de direction de Swiss Re, avant d´en être nommé vice-président de la direction générale en 2004, puis CEO en 2006[source insuffisante]. Durant son mandat Swiss Re fusinne avec la division assurance de General Electric occasionnant le licenciement d'environ 1700 personnes,.
En 2009 il quitte Swiss Re après que la société ai enregistré une perte de 1 milliard de francs suisses et devient président de LCH Clearnet. Il est remplacé par Stefan Lippe.

## Divers
Jacques Aigrain est membre :
- du conseil d’administration de Swiss International Air Lines SA,
- du Capital Market Consultation Group du fonds monétaire international,
- de l’Institute of International Finance.